# Richard Lane (Schauspieler)
Richard „Dick“ Lane (* 28. Mai 1899 in Rice Lake, Wisconsin; † 5. September 1982 in Newport Beach, Kalifornien) war ein US-amerikanischer Schauspieler, Fernsehmoderator und Sportkommentator.

## Leben und Karriere
Lane trat bereits in seiner Kindheit als Sänger und Tänzer in Vaudeville-Shows auf, später wirkte er neben dem Vaudeville auch an Zirkusshows mit. Als junger Erwachsener wandte er sich vermehrt der „ernsthaften“ Schauspielerei zu und war in diversen Theaterstücken zu sehen. Zwischen 1928 und 1936 spielte er in drei Broadway-Produktionen. Unter anderem wirkte er Ende der 1920er-Jahre neben Al Jolson an dem Musical Big Boy und 1935/1936 an der Revue George White’s Scandals mit.
Nachdem er bereits 1932 sein Filmdebüt gegeben hatte, unterschrieb Lane 1937 einen Studiovertrag bei RKO Pictures und war fortan regelmäßig in Hollywood-Filmen zu sehen. In der Folge spielte er in Hollywood häufig schnell sprechende, mitunter sarkastische Typen, die Polizisten, Bauernfänger oder Geschäftsleute sein konnten. Bekannt wurde er insbesondere durch die Rolle des Inspektors John Farraday in der Krimireihe Boston Blackie an der Seite von Chester Morris, der die Titelfigur des Detektivs Blackie spielte. Lane wirkte als Farraday an 14 Filmen der Reihe mit. Lane spielte auch in mehreren Filmen der Komikerduos Abbott und Costello und Laurel und Hardy. In elf Kurzfilm-Komödien bei Columbia Pictures war Lane selbst Teil eines Komikerduos, nämlich an der Seite des Komikers Gus Schilling, der als eher schmächtiger Darsteller oft nervöse Figuren verkörperte und damit zu Lanes Leinwandfigur des selbstbewussten, bulligen Großstadtmenschen sowohl körperlich als charakterlich einen Gegenpol bildete. Dass Lane auch ruhigere dramatische Rollen ausfüllen konnte, zeigte er etwa in dem überraschend erfolgreich gewordenen B-Film The Biscuit Eater (1940) und als Baseball-Trainer Clay Robinson in dem Baseball-Film The Jackie Robinson Story (1950).
Lane war bei dem Fernsehsender KTLA und dessen Vorläufern bereits seit 1942 regelmäßig aufgetreten. Er wurde eine der ersten bekannten Fernsehpersönlichkeiten von Los Angeles. Dabei war er im Laufe der Jahre beim Fernsehen unter anderem als Nachrichtensprecher, TV-Gebrauchtwagenhändler und Sportkommentator beschäftigt. Über 20 Jahre lang kommentierte er bis in die 1970er-Jahre hinein für KTLA regelmäßig Roller-Derby-Spiele und Wrestling-Matches, die häufig im Grand Olympic Auditorium von Los Angeles ausgetragen wurden. Aufgrund seiner ausfüllenden Tätigkeit beim Fernsehen war Lane ab den 1950er-Jahren nur noch sporadisch als Filmschauspieler zu sehen. In seinen letzten Filmen stellte er mehrfach Sportkommentatoren oder Sportansager dar, in Anlehnung an seine sonstige Tätigkeit beim Fernsehen. Sein filmisches Schaffen zwischen 1932 und 1978 umfasst rund 180 Film- und Fernsehproduktionen. Neben Film, Fernsehen und Theater war er mitunter auch im Radio aufgetreten, etwa in den 1940ern in einer Radioversion von Boston Blackie.
Mitunter wurde der Schauspieler auch als Dick Lane in Filmvorspännen angekündigt. An ihn erinnert ein Stern auf dem Hollywood Walk of Fame in der Kategorie Fernsehen. Er fand auch posthum Aufnahme in die Wrestling Observer Newsletter Hall of Fame, einer Hall of Fame berühmter Wrestling-Kommentatoren.

## Filmografie (Auswahl)
- 1932: Speaking of Operations (Kurzfilm)
- 1936: For the Love of Pete (Kurzfilm)
- 1937: New Faces of 1937
- 1937: Should Wives Work? (Kurzfilm)
- 1937: Hitting a New High
- 1938: Leoparden küßt man nicht (Bringing Up Baby)
- 1938: Joy of Living
- 1938: Sorgenfrei durch Dr. Flagg – Carefree (Carefree)
- 1938: Charlie Chan in Honolulu
- 1939: Mr. Moto und die geheimnisvolle Insel (Mr. Moto in Danger Island)
- 1939: While America Sleeps (Kurzfilm)
- 1939: Union Pacific
- 1939: Drunk Driving (Kurzfilm)
- 1940: The Biscuit Eater
- 1940: Orchid, der Gangsterbruder (Brother Orchid)
- 1940: Der Draufgänger (Boom Town)
- 1940: Hired Wife
- 1941: A Girl, a Guy, and a Gob
- 1941: I Wanted Wings
- 1941: Sunny
- 1941: In der Hölle ist der Teufel los! (Hellzapoppin’)
- 1941–1949: Boston-Blackie-Filmreihe (14 Filme)
- 1942: Helden im Sattel (Ride ’Em Cowboy)
- 1942: To the Shores of Tripoli
- 1942: Laurel und Hardy: Die Geheimagenten (A-Haunting We Will Go)
- 1942: Arabische Nächte (Arabian Nights)
- 1943: In die japanische Sonne (Air Force)
- 1943: Don’t Be a Sucker (Kurzfilm)
- 1943: Thank Your Lucky Stars
- 1943: Korvette K 225 (Corvette K-225)
- 1943: Unternehmen Donnerschlag (Gung Ho!)
- 1944: Brasilianische Serenade (Brazil)
- 1945: Der Engel mit der Trompete (The Horn Blows at Midnight)
- 1945: Die Stierkämpfer (The Bullfighters)
- 1945: Der Wundermann (Wonder Man)
- 1947: Lied des Orients (Song of Scheherazade)
- 1948: Tenth Avenue Angel
- 1948: Die Rückkehr des Whistler (The Return of the Whistler)
- 1948: The Babe Ruth Story
- 1948: The Creeper
- 1949: Spiel zu dritt (Take Me Out to the Ball Game)
- 1949: Panik um King Kong (Mighty Joe Young)
- 1949: Kuß um Mitternacht (That Midnight Kiss)
- 1949: Die Todeskurve (The Big Wheel)
- 1950: The Jackie Robinson Story
- 1950: Unser Admiral ist eine Lady (The Admiral Was a Lady)
- 1951: I Can Get It for You Wholesale
- 1951: Pluto und der Truthahnbraten (Cold Turkey) (Kurzfilm)
- 1959: Erwachsen müßte man sein (Leave It to Beaver, Fernsehserie, 1 Folge)
- 1960: Besuch auf einem kleinen Planeten (Visit to a Small Planet)
- 1964: Der Tod eines Killers (The Killers)
- 1965: Geliebte Brigitte (Dear Brigitte)
- 1965: The Munsters (Fernsehserie, 1 Folge)
- 1972: Round Up (Kansas City Bomber)
- 1976: Zotti, das Urviech (The Shaggy D.A.)
- 1978: Das charmante Großmaul (The One and Only)